# 安哥拉牙鯛
安哥拉牙鯛（学名：Dentex angolensis）為輻鰭魚綱鱸形目鱸亞目鯛科的其中一種，其种加词“angolensis”意为“安哥拉的”。分布於東大西洋區，從摩洛哥至安哥拉海域，棲息深度15-300公尺，體長可達37公分，棲息在大陸棚，屬肉食性，以甲殼類、魚類、軟體動物、蠕蟲等為食，可做為食用魚及遊釣魚。